# Spilosoma moerans
Spilosoma moerans là một loài bướm đêm thuộc phân họ Arctiinae, họ Erebidae.